# La Barraca (Salas)
La Barraca es un lugar perteneciente a la parroquia de Malleza, en el concejo de Salas (Asturias). Según el censo del 2023, cuenta con 11 habitantes.
El pueblo tiene como principal vía de comunicación la carretera SL-13, que comunica el Concejo de Salas con los concejos de Valdés y Cudillero. También llamada la "Carretera de La Braña" por ser la principal vía de trashumancia de los antiguos Vaqueiros de alzada.
El pueblo tiene dos ríos, siendo el de mayor envergadura el Río Aranguín, afluente del Río Nalón .El otro río llamado coloquialmente el Río Carqueixa es afluente del susodicho Aranguín.
Posee un pequeño supermercado combinado con bar.
En la entrada del pueblo hay un antiguo molino hidráulico de harina de entidad privada.